# Papež Frančišek
Frančišek (latinsko Franciscus, špansko Francisco, italijansko Francesco), rojstno ime Jorge Mario Bergoglio [hórhe mário bergóljo], argentinski jezuit, nadškof, kardinal in 266. papež, * 17. december 1936, Buenos Aires (Argentina), † 21. april 2025, Vatikan.
Po odstopu svojega predhodnika papeža Benedikta XVI. je bil 13. marca 2013 na konklavu izvoljen za 266. papeža Rimskokatoliške cerkve. Bil je prvi papež iz Latinske Amerike, prvi jezuit na tem položaju in prvi neevropski papež od Novega veka naprej.
Papež Katoliške Cerkve in vladar Vatikana je bil od 2013 do 2025.

## Življenjepis

### Mladost in šolanje
Jorge Mario Bergoglio se je rodil v Buenos Airesu v družini priseljencev z italijanskimi koreninami. Oče Mario je bil železničar, mati Regina pa gospodinja. Odraščal je v tem glavnem mestu Argentine v delavski družini s še štirimi brati in sestrami. Vsi njegovi štirje stari starši so bili tovarniški delavci. 
Jorge je bil najstarejši  med petimi otroki. Oče Mario José Bergoglio je bil italijanski priseljenec v Argentino rodom iz Piedmonta. Mati Regina María Sívori je bila rojena v Buenos Airesu prav tako v družini priseljencev rodom iz Severne Italije. Marijeva družina je zapustila Italijo 1929, da bi se umaknila Mussolinijevemu fašizmu. Edina še živa papeževa sestra María Elena Bergoglio je pravila, da se družina ni selila iz gospodarskih razlogov. Med pokojnimi sta njegova brata Oscar Adrián in Alberto Horacio ter sestra Marta Regina. Njegova nečakinja Kristina Bergoglio je slikarka, ki deluje v španski prestolnici Madridu.
Njegova prva poklicna izbira sicer ni bil duhovniški poklic, saj je diplomiral s področja kemijske tehnologije. Bil je ljubitelj nogometa in je rad plesal tango; sam pravi, da je bil dvakrat do ušes zaljubljen, a da morda na drugi strani ni bilo ustreznega odziva. Pozneje se je odločil za duhovništvo in se vpisal v semenišče v Villi Devoto. 11. marca 1958 je vstopil v jezuitski noviciat. Po prvih redovnih zaobljubah je najprej študiral filozofijo. Po diplomi je nekaj časa poučeval v zavodu; obenem se je posvečal študiju humanistike, filozofije, psihologije in književnosti.
V letih med 1964 in 1965 je poučeval književnost in psihologijo na dveh ustanovah: na Colegio de la Inmaculada v Santa Feju v Novi Mehiki in na Colegio del Salvador v Buenos Airesu. Med 1967 in 1970 je v San Miguelu študiral in dokončal teologijo. 1970 in 1971 je bil na tretji probaciji v Španiji, večne zaobljube pa je napravil 22. aprila 1973. 1972 in 1973 je bil vzgojitelj novincev (=magister) v San Miguelu; obenem je bil profesor na teološki fakulteti, svetovalec jezuitske province ter rektor.

### Cerkvene službe
13. decembra 1969 je prejel duhovniško posvečenje. 31. julija 1973 je bil izvoljen za provinciala argentinskih jezuitov in je to službo opravljal do leta 1979. 1980 je bil premeščen v San Miguel, kjer je bil šest let rektor semenišča. Obenem je bil župnik v kraju San José v škofiji San Miguel. Marca 1986 je nadaljeval študije v Nemčiji, ki jih je končal z doktoratom. Po vrnitvi v domovino je bil v Cordobi duhovni voditelj in spovednik. 20. maja 1992 je bil imenovan za pomožnega škofa Buenos Airesa in za naslovnega škofa Auce; 27. junija istega leta je prejel škofovsko posvečenje. 3. junija 1997 je bil imenovan za nadškofa pomočnika in tako je 28. februarja 1998 nasledil nadškofovsko mesto kardinala Quarracina.
Frančiškov naslednik na tem mestu je postal njegov bivši pomožni škof v Buenos Airesu (2002–2008), zdaj škof v Santa Rosa v Pampah, Mario Aurelio Poli. Za nadškofa je bil imenovan 28. marca, umeščen pa v soboto, 20. aprila 2013 in se je, podobno kot Frančišek, izkazal v skrbi za revne in obrobne.
6. novembra 1998 je postal Bergoglio škof za katoliške cerkve vzhodnega obreda v Argentini. Od novembra 2005 do novembra 2011 je bil skozi dva mandata tudi predsednik argentinske škofovske konference.
21. februarja 2001 ga je papež Janez Pavel II. povzdignil v kardinala z naslovno rimsko cerkvijo sv. Roberta Bellarmina.
Kardinal Bergoglio je v rimski kuriji opravljal različne službe. Bil je član Kongregacije za duhovščino, Kongregacije za bogoslužje in disciplino zakramentov, Kongregacije za ustanove posvečenega življenja in družbe apostolskega življenja. Bil je tudi član Komisije za Latinsko Ameriko in Papeškega sveta za družino.

### Obisk Slovenije
Bergoglio je Slovenijo prvič obiskal leta 1970 na povabilo Franca Rodeta. V enotedenskem obisku si je med drugim ogledal Bled, Postojnsko jamo in obiskal Ljubljansko opero. Že naslednje leto, 26. januarja 1971, pa je obiskal družino Golar v Virmašah, ko je bil na poti iz Madrida, kjer je študiral, v Rim. En dan je namenil tudi obisku staršev Andreja Golarja, ki je bil takrat knjižničar na teološki fakulteti v San Miguelu v predmestju Buenos Airesa – Bergoglio pa je bil tam glavni knjižničar. Ker je bil Andrej takrat v Argentini, ni bil prisoten ob obisku svojega nadrejenega. Bergoglio je tudi takrat obiskal Bled in pa Brezjansko baziliko.
Njegova nečakinja je poročena s potomcem slovenskih izseljencev v Argentini.

## Papež
Po cerkvenem pravu je z izvolitvijo za rimskega škofa Jorge Mario Bergoglio postal 266. papež, 265. naslednik apostola Petra, 8. vladar Vatikanske države, primas Italije ter metropolit rimske cerkvene pokrajine.

### Hitra izvolitev
13. marca 2013 je bil izvoljen za papeža v petem krogu konklava. Po štirih neuspešnih glasovanjih, označenih s črnim dimom, se je pokadil bel dim. Ta dim se pokaže iz dimnika, ki je povezan s pečjo postavljeno za vsak konklave posebej v Sikstinski kapeli. V njej zažgejo glasovalne listke po vsakem krogu glasovanj. Po novem krogu glasovanj se je pokazal beli dim po drugem glasovanju v večernih urah. Izbral si je papeško ime Frančišek in je tako postal prvi papež s tem imenom. Po predpisanem protokolu je v papeška bela oblačila preoblečen približno uro pozneje pozdravil množico, zbrano v deževnem vremenu na Trgu svetega Petra. Zmolil je skupaj z njimi Oče naš, Zdravamarijo in Slava Očetu za zaslužnega papeža Benedikta XVI., prosil za blagoslov, potem pa še sam podelil blagoslov »urbi et orbi - mestu Rimu in svetu«.
Postal je tako prvi papež iz Družbe Jezusove, prvi iz Amerike in s tem tudi prvi neevropski papež v novem veku. Zadnji papež zunaj Evrope je bil Azijec in sicer Sirec Gregor III. v 8. stoletju.
Bergoglievo ime je med kandidati za papeža sicer krožilo že leta 2005, ko je domnevno dobil 40 glasov; takrat pa je bil - po smrti Janeza Pavla II. 2005 - v četrtem krogu konklava - za papeža Benedikta XVI. izvoljen kardinal Joseph Ratzinger.

### Apostolsko ime
Med pogovorom s časnikarji v ponedeljek, dne 16. marca 2013 je papež odložil papir, s katerega je prebral nagovor in prosto spregovoril:
Nekateri ne vedo, čemu se je rimski škof hotel imenovati Frančišek. Nekateri mislijo na Frančiška Ksaverija, na Frančiška Saleškega, tudi na Frančiška Asiškega. Povedal vam bom zgodovino.
Med volitvami je bil poleg mene zaslužni nadškof Sao Paola in tudi moj velik prijatelj, zaslužni prefekt Kongregacije za duhovnike, kardinal Cláudio Hummes. Ko je zadeva postajala malo bolj nevarna, me je on opogumljal. Ko so pa glasovi presegli dve tretjini, je sledilo ploskanje, ker je bil izvoljen papež. On me je objel, poljubil in mi dejal: »Ne pozabi na reveže!« In ta beseda se mi je vtisnila v srce: reveži, reveži. Takoj nato sem v zvezi z reveži pomislil na Frančiška Asiškega. Potem sem mislil na vojne, ko se je štetje nadaljevalo do poslednjega glasa. Frančišek je človek miru. In tako je prišlo v moje srce ime: Frančišek Asiški, ki je zame človek uboštva, človek miru, človek ki ljubi in varuje stvarstvo. Mar danes tudi mi nimamo zadosti dobrega odnosa do stvarstva, kajne? Je človek, ki nam bo navdihnil ta duh miru, človek ubožec … Ah, kako bi želel Cerkev ubogo in za reveže! Nato so deževali predlogi: »Ti se moraš vendar imenovati Hadrijan, kajti Hadrijan VI. je bil obnovitelj, treba obnavljati …« In en drugi mi je rekel: »Ne, ne! Tvoje ime bi moralo biti Klemen.« »A čemu?« »Klemen XV. - tako bi povrnil Klemenu XIV., ki je ukinil družbo Jezusovo!«

### Grb
Levo grb papeža Frančiška kot kardinala, desno kot papeža, v sredi pa njegov papeški grb iz cvetlic in zelenja v Vatikanskih vrtovih. Zlata zvezda predstavlja Devico Marijo, cvet narde, ki spominja na grozd, je povezan s svetim Jožefom, sveto ime Jezusovo (IHS) pa je simbol jezuitskega reda
Geslo Miserando atque eligendo pa so besede iz evangelija (Mt 9,9) in jih lahko slovenimo kot Usmilil se ga je in (ga) izvolil. Razlaga tega poglavja, ki jo je o tem imel nekoč benediktinec Beda Častitljivi, je na 17-letnega Jorgeja napravila tak vtis, da je vstopil k jezuitom.
Na levem grbu sklepa grb rdeči kardinalski klobuk z zgodovinsko značilnimi cofi, na desnem pa stilizirana papeška tiara (tri črte - tri krone) in ključi apostola Petra, čigar naslednik je papež kot rimski škof.
Drugi simboli so podobni tistim na grbu Bergolja-nadškofa, vendar z nekaj razlikami: zvezda in cvetovi narde so zlati namesto srebrni; zvezda ima osem krakov (betlehemska) namesto petih (prostozidarskih oziroma komunističnih) in predstavlja Devico Marijo oziroma osem blagrov; narda predstavlja sv. Jožefa, zavetnika Cerkve. Ta vatikanska razlaga o nardu oziroma nardi je bila vprašljiva ter nato pojasnjena kot prevajalska napaka; domnevni nard je namreč tuberoza. 
Za razliko od Benediktovega Frančiškov grb ne vsebuje palija, temveč geslo nadškofa Bergoglia: Miserando atque eligendo ("Izvoljen po usmiljenju")). Nanaša se na poklic apostola Mateja in izvira iz neke pridige Beda Častitljivega.

## Apostolsko delovanje
Papež Frančišek je opravil precej apostolskih potovanj v tujino. Napisal je tudi več okrožnic. Med prvimi sta okrožnici (Lumen fidei, 2013 ter Laudato si', 2015). Objavil je več apostolskih spodbud in motu proprijev. Sklical je izredno (2014) in redno (2015) zasedanje škofovske sinode o družini ter 11. aprila 2015 napovedal, da bo 8. decembra istega leta otvoril izredno jubilejno oziroma sveto leto Božjega usmiljenja.

### Apostolska potovanja zunaj Italije
1. Brazilija (od 22. do 29. julija 2013)[50]
2. Sveta dežela (od 24. do 26. maja 2014)[51]
3. Južna Koreja (od 13. do 18. avgusta 2014)[51]
4. Albanija (21. septembra 2014)[51]
5. Strasbourg - obisk Evropskega parlamenta in Sveta Evrope (25. november 2014)[51]
6. Turčija (od 28. do 30. novembra 2014)[51]
7. Šrilanka in Filipini (od 12. do 19. januarja 2015)[52]
8. Bosna in Hercegovina (6. junij 2015)[52]
9. Ekvador, Bolivija in Paragvaj (od 5. do 13. julija 2015)[52]
10. Kuba in Združene države Amerike ter obisk Organizacije združenih narodov (od 19. do 28. septembra 2015)[52]
11. Kenija, Uganda in Srednjeafriška republika (od 25. do 30. novembra 2015)[52]
12. Mehika (od 12. do 18. februarja 2016)[53]
13. Grčija (16. april 2016)[53]
14. Armenija (od 24. do 26. junija 2016)[53]
15. Poljska (od 27. do 31. julija 2016)[53]
16. Gruzija in Azerbajdžan (od 30. septembra do 2. oktobra 2016)[53]
17. Švedsko (od 31. oktobra do 1. novembra 2016)[53]
18. Egipt (od 28. do 29. aprila 2017)[54]
19. Portugalsko[55] (od 12. do 13. maj 2017)
20. Kolumbija (od 6. do 11. september 2017)
21. Mjanmar in Bangladeš (od 26. do 2. decembra 2017)
22. Čile in Peru (od 15. do 22. januarja 2018)[56]
23. Ženeva (21. junija 2018)
24. Irsko (od 25. do 26. avgusta 2018) [57]
25. Panama (od 23. do 28. januarja 2019) [58][59]
26. Združeni arabski emirati (od 3. do 5. februarja 2019)
27. Maroko (od 30. do 31. marca 2019)
28. Bolgarija in Severna Makedonija (od 5. do 7. maja 2019)
29. Romunija (od 31. maja do 2. junija 2019)
30. Mozambik, Madagaskar in Mavricij (od 4. do 10. septembra 2019)
31. Tajsko in Japonsko (od 19. do 26. novembra 2019)
32. Irak (od 5. do 8. marca 2021)[60][61]
33. Budimpešta[62] in Slovaško (od 12. do 15. septembra 2021)[63]
34. Ciper in Grčija (od 2. do 6. decembra 2021)[64]
35. Malta (od 2. do 3. aprila 2022)[65]
36. Kanada (od 24. do 30. julija 2022)[66]
37. Bahrajn [67] (od 3. do 6. novembra 2022)[68]
38. Vzhodni Kongo in Južni Sudan (od 31. januarja do 5. februarja 2023)[69]
39. Madžarsko (od 28. do 30. aprila 2023)[70]
40. Portugalsko[71] (od 2. do 6. avgusta 2023)[72]
41. Mongolija (od 31. avgusta do 4. septembra 2023)[73]
42. Marseille [74] (od 22. do 23. septembra 2023)[75]
43. Dubaj [76] (od 1. do 3. decembra 2023)[77]

### Mednarodno delovanje
Splošno je bilo znano Frančiškovo prizadevanje v prid mirnemu reševanju mednarodnih sporov. V zvezi s tem je vztrajno pozival vpletene strani, naj rešujejo medsebojna vprašanja s pogovori in ne z orožjem. Opozarjal je na lakoto, migracije in uničevanje nedolžnih življenj, kar je bilo največkrat posledica vstaj in vojnih spopadov.
Papež Frančišek je v sožalju sorodnikom, prijateljem in znancem terorističnega napada 23. marca 2018 v Trèbesu in Carcassonnu posebej pohvalil »velikodušno in junaško dejanje podpolkovnika Arnauda Beltrama, ki je žrtvoval svoje življenje, da je zaščitil nedolžne ljudi« 
Na splošno si je prizadeval za reševanje migrantske krize in drugih mednarodnih vprašanj s poudarkom na človekovo dostojanstvo. Obenem si je prizadeval za mirno in pravično reševanje mednarodnih spopadov, pri čemer ni imel vedno srečne roke. Tako je na primer slabo naletel njegov pristop k reševanju ukrajinskega vprašanja. Čeprav izrečno ni imenoval strani v spopadu, so vendarle nekateri razumeli, da se njegov poziv, naj stran v vojni, za katero je jasno, da je gubitnik, zmore hrabrosti, ter izobesi belo zastavo, nanaša na Ukrajino. To je v od Rusov napadeni deželi sprožilo val nejevolje: saj so pričakovali nedvosmisleno obsodbo napadalca; na ruski strani pa je tak pristop naletel na bučno odobravanje.
Drugi pa so domnevali, da je papež pri svoji izjavi imel v mislih tragične razmere v okupirani Gazi.
Svetovna javnost, mediji in vpletene strani niso samoumevno sprejemali Frančiškove mirovne usmeritve, ampak je včasih - zaradi svojega izvirnega ali morda celo enostranskega pristopa ali nedorečenosti, uspel sicer zediniti in združiti "svet in javno mnenje - vendar ne zoper vojno in krivico, ki prizadeva zlasti migrante, ampak zoper sebe samega".

### Ekumenski in medverski pogovor
Ekumensko gibanje označuje dejavnost, ki ima za cilj zbližanje, sodelovanje, pa tudi zedinjenje kristjanov.
Papež Frančišek je nadaljeval spodbujanje Drugega vatikanskega vesoljnega zbora in svojih predhodnikov v prid ekumenizma in delu za edinost med krščanskimi skupnostmi; obenem se je rad srečeval tudi s predstavniki drugih verstev kakor tudi z družbenimi predstavniki  – tako z voditelji, drugimi posamezniki in skupinami – ter se pogovarjal o skupnem nastopu glede na ohranjanje in utrjevanje miru med narodi; zelo mu je bilo pri srcu danes izredno pereče vprašanje glede na varstvo okolja in celotne narave – tako Zemlje kot vesolja.
Bil je tudi zagovornik ekumenskega dela. Tako se je 2014 srečal s carigrajskim patriarhom Bartolomejem I. v jeruzalemski Cerkvi Božjega groba.
Že kot kardinal se je Jorge Mario Bergoglio zavzemal za varovanje človeškega življenja in je nasprotoval tako evtanaziji kot abortusu. Obramba človeškega življenja od spočetja do naravne smrti je bila redna tema ekumenskih srečanj ter je vkjučena tudi v Skupno izjavo v Havani na Kubi, ko sta se srečala poglavar katoliške Cerkve Frančišek in ruski patriarh Kiril. V teh srečanjih je poudarjal pomen družine in zakonske zveze med moškim in žensko, kar trdno zagovarja pravoslavna skupnost do današnjega dneva.
To srečanje na Kubi je bilo eno najpomembnejših v zgodovini ekumenizma oziroma krščanske enotnosti – takoj za srečanjem rimskega papeža Pavla VI. in carigrajskega patriarha Atenagora I. 1964 v Jeruzalemu, kjer sta skupno molila Očenaš; tistemu srečanju je kmalu sledil preklic izobčenja med katoličani in pravoslavnimi. 
V skupni izjavi se krščanska poglavarja zavzemata za pravico do obstoja tako pravoslavnih kot grškokatoliških kristjanov, za mirno in pravično ureditev Ukrajinskega vprašanja, pa tudi za preganjane kristjane zlasti na Bližnjem Vzhodu kakor tudi za mir na celem svetu.

### Omejevanje častnih naslovov
Bergoglijo je postal 1998 nadškof Buenos Airesa, 2001 pa kardinal. Takraj je postajal vedno bolj znan zaradi svoje osebne skromnosti in prizadevanjem za pravično družbo. V zvezi z njegovo skromnostjo omenimo, da se je odrekel škofovski rezidenci in živel v majhnem stanovanju. Odrekel se je tudi razkošni limuzini v korist javnega prevoza, pa tudi kuhal si je kar sam. 
V duhu tega svojega ravnanja kot škofa in kardinala je nadaljeval tudi kot papež. Na to usmeritev je mislil tudi pri izbiri papeškega imena, v zvezi s katerim omenja svetega Frančiška Asiškega, ki ni bil le prijatelj revežev, ampak je zavezal sebe in svoje redovnike na življenje v skrajnem uboštvu po Jezusovem zgledu; znana je tudi njegova miroljubnost ter varovanje stvarstva. Že kot škof je bil znan po človekoljubnem delu in pomoči revnim, k čemur je spodbujal tudi duhovnike in vernike.
Zato ne čudijo njegovi ukrepi za omejevanje nazivov, ki sicer ne pomenijo niti cerkvene prednosti niti gmotne koristi in jih že doslej niso mogli prejemati redovniki; že aprila po nastopu službe je začasno zaustavil podeljevanje kakršnegakoli častnega naziva, spremembo podeljevanja je napovedal septembra 2013, a oktobra – po sestanku s šestimi kardinali z vsega sveta – je svojo odločitev o korenitem omejevanju naslovov tudi objavil z obrazložitvijo, da že podeljenih naslovov ne bo prekliceval.
Temu kleščenju nazivov je verjetno botrovala pretirana uporaba v nekaterih škofijah, saj tak naziv podeli papež duhovniku na prošnjo njegovega škofa. V Zrenjaninski škofiji – kjer je bilo škofijskih duhovnikov okrog 20 – je bilo na primer leta 2000 pod škofom Hužvarjem šest v škofiji delujočih od papeža odlikovanih duhovnikov;le-tem so se 2006 pridružili še trije - in je tako vsak tretji bil monsinjor!
Naziv monsignor je sicer starodavna častna oznaka, ki se je duhovnikom običajno podeljevala kot nagrada za služenje Cerkvi ali kot znak posebne službe v cerkvenem upravljanju. Tako brez omejitve ostajajo ti naslovi v osrednjih cerkvenih ustanovah, a pripadajo tudi vsem kardinalom in škofom.
Povsem pa je ukinil najvišja častna naziva: »apostolski protonotar« in »častni prelat njegove svetosti« (oziroma »prelat«); ostal je torej le še naziv »kaplan njegove svetosti« ali »monsinjor«, ki pa ga bodo odslej deležni le duhovniki starejši od 65 let.

### Pomen pojma "usmiljenje"
Papež Frančišek v svojem učenju in govorih redno izpostavlja pomen usmiljenja.
Prav je namreč, da nikoli ne pozabimo, da usmiljenje ni neka abstraktna beseda, ampak je stil življenja. Oseba je lahko usmiljena ali pa ni usmiljena – to je življenjski stil, za katerega se odločim. Eno je govoriti o usmiljenju, drugo pa je živeti usmiljenje. Če parafraziramo svetega apostola Jakoba, lahko rečemo: »Usmiljenje brez del je v sebi mrtvo.« Kar usmiljenje naredi živo, je njegov stalni dinamizem, da gremo naproti potrebam in pomanjkanju tistih, ki se nahajajo v duhovni in materialni stiski. Usmiljenje ima oči, ki vidijo, ušesa, ki slišijo, roke, ki dvigujejo. Vsakdanje življenje nam omogoča, da se z rokami dotaknemo mnogih stisk najrevnejših in najbolj preizkušanih oseb. Od nas pa se zahteva tista posebna pozornost, ki nam pomaga, da se zavemo stopnje trpljenja in stiske, na kateri se nahajajo mnogi bratje in sestre. Včasih gremo mimo situacij dramatične revščine in zdi se, da se nas ne dotaknejo. Vse se nadaljuje, kakor da ne bi bilo nič; v brezbrižnosti, ki nas navsezadnje naredi za hinavce in, ne da bi se tega zavedali, se konča kot oblika duhovnega spanja, kjer je duša neobčutljiva, življenje pa nerodovitno. Ljudje, ki gredo mimo, ki gredo skozi življenje, ne da bi se zavedali potreb drugih, ne da bi videli mnoge duhovne in materialne potrebe, so ljudje, ki gredo mimo, ne da bi zares živeli, so ljudje, ki ne služijo drugim. Kdor ne živi, da bi služil, ne služi življenju. (papež Frančišek med katehezo o usmiljenju, 30. junija 2016)
Papež Frančišek je z bulo Misericordiae vultus (Obličje usmiljenja) 11. aprila 2015 napovedal izredno jubilejno leto usmiljenja. V njej je zapisal, da je “naznanil izredni jubilej usmiljenja kot ugoden čas za Cerkev, da še močneje in učinkoviteje pričuje vernikom” (Misericordiae vultus, 3). Sveto leto se je začelo 8. decembra na slovesni praznik Marijinega Brezmadežnega spočetja, saj ta liturgični praznik nakazuje, kako deluje Bog že od samih začetkov naše zgodovine. ”Po grehu Adama in Eve Bog ni hotel, da bi bilo človeštvo prepuščeno na milost in nemilost zlu. Zato si je zamislil in hotel Marijo, sveto in brezmadežno v ljubezni (prim. Ef 1,4), da bi postala Mati človekovega Odrešenika. Na težo greha Bog odgovarja s polnostjo odpuščanja. Usmiljenje bo vedno večje od slehernega greha in nihče ne more omejevati Božje ljubezni, ki odpušča” (Misericordiae vultus, 3).
Kakor je bilo v Judovski kulturi odpuščanje vseh dolgov bistvena sestavina svetega leta, tako tudi Cerkev v svetem letu, v redu duhovnega življenja, naklanja odpuščanje vseh dolgov.

### Odnos do istospolnih porok
Njegovo stališče do homoseksualcev in njihovih porok razlagajo v povezavi z njegovim splošnim načinom delovanja in ravnanja po zgledu na staro vzgojno pravilo: "Suaviter in modo, fortiter in re ("Blago v načinu, krepko v stvari").
»Bergoglio je človek, ki uteleša Elijevo Cerkev: trd tam, kjer bi vsi (drugi) hoteli biti blagi (pri grehu) in blag tam, kjer so vsi (drugi) trdi (pri osebi); a vse to iz ljubezni do resničnega človeka. To kaže tudi sila, s katero se je on na primer postavil po robu uzakonitvi homoseksualnih porok v Argentini. Poudaril je, da »gre za istovetnost in preživetje družine in prav tako za življenje mnogih nežnih otrok.«
Doma je bil glede tega znan po napetih odnosih do levo usmerjenih vlad Néstorja Kirchnerja in Cristine Fernández de Kirchner. Med drugim so se razlikovali zato, ker se je nekaj dni pred glasovanjem in uveljavitvijo zakona izrečno zoperstavil istospolnim porokam. V javnost je prišlo njegovo pismo, v katerem je boj proti istospolni poroki opisal kot "Božjo vojno" proti zakonu, ki bi poleg zakonske zveze istospolno usmerjenim partnerjem omogočil tudi posvojitve otrok; trdi celo, da je tak zakon hudičevo delo. Na splošno prevladuje mnenje, da je v času pred papeževanjem Bergoglio bil glede tega vprašanja v svojem izražanju nadpovprečno oster.
Da v celoti dojamemo ostrino pisma, povzemimo glavne misli:
| A las Monjas Carmelitas de Buenos Aires | Karmeličankam Buenos Airesa |
| --- | --- |
| Les escribo estas líneas a cada una de Ustedes que están en los cuatro Monasterios de Buenos Aires. El pueblo argentino deberá afrontar, en las próximas semanas, una situación cuyo resultado puede herir gravemente a la familia. Se trata del proyecto de ley sobre matrimonio de personas del mismo sexo. Aquí está en juego la identidad, y la supervivencia de la familia: papa, mamá e hijos. Está en juego la vida de tantos niños que serán discriminados de antemano privándolos de la maduración humana que Dios quiso se diera con un padre y una madre. Está en juego un rechazo frontal a la ley de Dios, grabada además en nuestros corazones. Aquí también está la envida del Demonio, por la que entró el pecado en el mundo, que arteramente pretende destruir la imagen de Dios: hombre y mujer que reciben el mandato de crecer, multiplicarse y dominar la tierra. No seamos ingenuos: no se trata de una simple lucha política; es la pretensión destructiva al plan de Dios. No se trata de un mero proyecto legislativo sino de una "movida" del padre de la mentira que pretende confundir y engañar a los hijos de Dios. Hoy la Patria, ante esta situación, necesita de la asistencia especial del Espíritu Santo que ponga la luz de la Verdad en medio de las tinieblas del error; necesita de este Abogado que nos defienda del encantamiento de tantos sofismas con que se busca justificar este proyecto de ley, y que confunden y engañan incluso a personas de buena voluntad. Por esto recurro a Ustedes y les pido oración y sacrificio, las dos armas invencibles que confesaba tener Santa Teresita. Clamen al Señor para que envíe su Espíritu a los Senadores que han de dar su voto. Que no lo hagan movidos por el error o por situaciones de coyuntura sino según lo que la ley natural y la ley de Dios les señala. El proyecto de ley se tratará en el Senado después del 13 de julio. Miremos a San José. a María, al Niño y pidamos con fervor que ellos defiendan a la familia argentina en este momento. Recordémosle lo que Dios mismo dijo a su pueblo en un momento de mucha angustia: "esta guerra no es vuestra sino de Dios". Que ellos nos socorran, defiendan y acompañen en esta guerra de Dios. | Te vrstice pišem vsaki izmed vas, ki ste v štirih samostanih v Buenos Airesu. V prihodnjih tednih se bo argentinsko ljudstvo moralo soočiti z razmerami, katerih izid bi lahko resno škodoval družini. To je zakon o istospolnih porokah. Tukaj je na kocki istovetnost in preživetje družine: očeta, matere in otrok. Na kocki so življenja toliko otrok, ki bodo zapostavljeni že od samega začetka, s čimer jim bo odvzet človeški razvoj, ki ga je Bog namenil z očetom in materjo. Na kocki je splošna zavrnitev Božjega zakona, ki je vklesan tudi v naša srca. Tudi tukaj je zavist hudiča, po katerem je greh vstopil v svet, ki zvijačno skuša uničiti Božjo podobo: moški in ženska, ki prejemata nalogo, da rasteta, se množita in vladata zemlji. Ne bodimo lahkoverni: to ni le politični boj; to je uničujoče kljubovanje Božjemu načrtu. To ni zgolj zakonodajni načrt, temveč "poteza" očeta laži, ki želi zmesti in zavesti Božje otroke. Danes, soočena s temi razmerami, potrebuje država posebno pomoč Svetega Duha, da bi sredi teme zmote zasijala luč Resnice; tega zavetnika potrebujemo, da nas brani pred čarom tolikih dvoumnosti, s katerimi poskušajo upravičiti ta zakon in ki zmedejo in zavedejo celo ljudi dobre volje. Zato se obračam na vas in vas prosim za molitev in žrtvovanje, dve nepremagljivi orožji, ki ju je imela sveta Terezija po njenih besedah. Prosite Gospoda, naj pošlje svojega Duha senatorjem, ki bodo oddali svoj glas. Naj tega ne počnejo iz zmote ali okoliščin, temveč po tem, kar jim narekujeta naravni in božji zakon. Predlog zakona bo v senatu obravnavan po 13. juliju. Priporočimo se sv. Jožefu, Mariji, Detetu Jezusu, in jih goreče prosimo, naj v tem trenutku branijo argentinsko družino. Spomnimo jih, kaj je Bog sam rekel svojemu ljudstvu v času velike stiske: »Ta vojna ni vaša, ampak Božja.« Naj nam pomagajo, nas branijo in nas spremljajo v tej Božji vojni. |

Kardinal Bergoglio je obenem zahteval takrat od župnikov, da vsi s prižnic preberejo izjavo, ki zagovarja pravo opredelitev in razumevanje krščanskega zakona med moškim in žensko in jasno nasprotuje istospolnim porokam.
Nič čudnega, da je bivši predsednik Néstor Kirchner  v zvezi s tem dogajanjem omenil, da je bilo čutiti pritiske od strani Katoliške Cerkve; sedanja predsednica Cristina Fernández  pa se je izrazila, češ da so njegova stališča zastarela.
O samem istospolnem nagnjenju pa nekaj let pozneje kot papež v precej drugačnem tonu pravi:
Če je en človek gej in išče Boga ter je dobrega srca, kdo sem jaz, da bi ga sodil? Katekizem Katoliške cerkve to zelo dobro obrazloži. Govori, da jih ne smemo zapostavljati zaradi tega, temveč morajo biti vključeni v družbo. Težava ni v tej (spolni) orientaciji. Moramo biti bratje. Težava je v lobiranju za to usmeritev oziroma zvijačno pridobivanje pohlepnih ljudi in političnih strank, prostozidarskih skupin in številnih drugih. To je najhujši problem.

#### Blagoslovi homoseksualcev in varstvo otrok
Že kot kardinal se je Jorge Mario Bergoglio zavzemal za kulturo življenja in je nasprotoval tako splavu kot evtanaziji. Ostro je tedaj nasprotoval argentinski vladi, ki je želela uzakoniti istospolne poroke, posvojitve otrok s strani istospolnih parov pa je označil kot diskriminacijo otrok. Prav na področju homoseksualnosti je opaziti med njegovim papeževanjem največji odmik od prejšnjih lastnih stališč - saj je polagoma postal ne samo naklonjen istospolnim porokam, ampak je - v popolnem nasprotju s svetim pismom, tradicionalnim papeškim naukom in blagoslovno prakso, da ne omenimo njegovih prejšnjih (pre)strogih stališč v zvezi s tem - ne le dovoljeval, ampak celo zahteval podeljevanje blagoslova istospolnim parom. Kljub nekaterim nejasnostim pa poznavalci menijo, da je v skladu z izročilom vztrajal pri nauku, da je homoseksualnost v dejanju grešna.
Začelo se je z njegovo izjavo z dne 28. julija 2013 v zvezi z nekim duhovnikom, ki so mu ga zatožili, češ da je gej: "Kdo sem jaz, da sodim"; in pušča v dvomu, ali papež dejavno homoseksualnost ima za greh (kot jo je imel še malo prej kot kardinal in jo je hudo obsojal) ali pa ne. Ko je pozneje ne le civilno poročenim, ampak tudi istospolnim parom začel dovoljevati prejem zakramentov, je ta nova praksa v nekaterih krogih naletela na bučno odobravanje; po drugi strani pa je ta novotarija in siljenje duhovnikov v zadevo, ki jo v vesti zavračajo, povzročalo pohujšanje in zavračanje najprej po celotni Afriki, potem na Poljskem, nato pa tudi drugod in sicer ne le med katoličani, ampak tudi med drugimi kristjani in verniki raznih veroizpovedi, pa celo med takoimenovanimi neverniki.
Čeprav po katoliškem katekizmu v okviru 6. Božje zapovedi spadajo pod greh nečistosti tako dejanja homoseksualnosti kot pedofilije, pa je v prvem pogledu bil papež Frančišek popustljiv do skrajne meje sklicujoč se na Božje usmiljenje, medtem ko do pedofilov v dejanju ni poznal nobene milosti in je tudi od drugih v tej zadevi zahteval ničelno strpnost. Ne čudi, da si je prav na tem občutljivem področju nakopal očitke za nedoslednost: po eni strani mu nekateri očitajo neevangeljsko strogost, po drugi strani pa pretirano popustljivost - in sicer v nekaterih primerih do določenih oseb, ki so bile obtožene za pedofilstvo, a jih je vzel pod svojo zaščito. Tako je najprej branil v zvezi s takimi obtožbami čilske škofe; ko pa je zadevo podrobneje preučeval, je prišel do prepričanja, da niso zavzeli pravilnega stališča in je do njih nastopil izredno ostro; podobno tudi do irskega episkopata.. Kljub temu se ni izmaknil očitkom, da nekatere obtožene osebe ščiti pred ukrepi, ki jih je on sam neizprosno uvajal; zaradi uporabe takih dvojnih meril so se slišale -celo zahteve po njegovem odstopu, na kar se je odzval z molkom.
Nuncij v ZDA – Viganò – je v zvezi s tovrstnimi razpravami postal papežev najostrejši kritik in je označil homoseksualnost za "nalezljivo kugo." Objokovati žrtve spolnih zlorab, ne pa imenovati "homoseksualnosti kot glavnega vzroka neštetih spolnih zlorab", pa je štel za "hinavščino". Ni se strinjal niti s papeževim obravnavanjem drugače mislečih v lastnih vrstah: namesto da bi jih poslušal in po možnosti upošteval njihove dobre nasvete, jih je papež Frančišek kratkomalo odstavljal z njihovih tudi visokih položajev ne glede na to, da so bili med njimi tudi škofje in celo kardinali.
Vsi kardinali, škofje in verniki - kakor tudi drugi družbeni sloji zunaj Cerkve - torej niso vedno sprejemali Frančiškove duhovne usmeritve kot samoposebiumevne, ampak je tudi v čisto versko-moralnih vprašanjih - zaradi svojega včasih preveč izvirnega ali morda enostranskega pristopa, nedorečenosti ali učenj, ki so bila premalo v skladu s tradicijo in ustaljeno prakso, uspel sicer zediniti in združiti "svet in vernike - vendar ne zoper greh in krivico, ampak zoper sebe samega".

### Odnos do oblasti

#### "Tišina" s cerkvene strani
V Argentini je bila med letoma 1976 in 1983 na oblasti vojaška hunta, ki je "izginila" okrog 30.000 ljudi in vladala z nasiljem in mučenjem. Ko je bil 2005 izvoljen za papeža Benedikt XVI., so občila postavljala pod vprašaj njegovo članstvu v Hitlerjugendu; podobno 2013 – ko je bil izvoljen za papeža Frančišek – glede njegove nedejavnosti za časa vladanja vojaške hunte.
O tem tragičnem obdobju obstajajo nasprotujoča si poročila. Nekatere žrtve so obtoževale Bergoglia zlasti ob izvolitvi za papeža Frančiška, da je to vlado podpiral, da je ni obsodil niti z besedico in da ni storil dovolj za zaščito preganjanih, ki so jim bile kršene osnovne človekove pravice; podobni očitki so leteli tudi na takratno deželno cerkveno vodstvo. Po poročanju BBC Munda so se tovrstne obtožbe zaradi njegovega odnosa do takratne diktature, ki jo je sprva vodil general Jorge Videla, okrepile, ko ga je argentinski časopis Página 12 leta 2010 obtožil sodelovanja s takratnimi oblastmi.
Nekateri mediji v domovini in tujini - pa tudi posamezni duhovniki sodelavci in sobratje jezuiti - so ga torej obtoževali »predomačnega« odnosa s to hunto, ko je služil kot provincijal jezuitov za Argentino in rektor semenišča v San Miguelu. O usodi ugrabljenih jezuitov, ki so delovali v buenosaireškem barakarskem naselju, sta se razpisala tudi časnikarja in zgodovinarja Verbitsky in Sire, ki sta med drugim spremljala, raziskovala in poročala tudi o argentinskem obdobju jezuitskega provincijala, pa pozneje buenosaireškega nadškofa in kardinala Maria Bergoglia, poznejšega papeža Frančiška, zlasti težke čase med Umazano vojno 1970-ih let.
Ko je bil izvoljen Bergoglio za papeža, so se slišale obtožbe, da je sodeloval z oblastjo ter da pa ni zaščitil žrtev argentinske vojaške diktature - še več: da je dva svoja sobrata - Yoria in Jalicsa - ki sta delovala v najrevnejši buenosaireški četrti, celo sam prijavil oblastem in dva - tj. Jorija in Durona - potem izgnal iz reda, ne da bi o tem obvestil njiju niti njune predstojnike; Jaliča ni mogel, ker je že imel večne zaobljube.
Salezijanski škof Raspanti - ki se zaradi nekaterih njunih bolj "naprednih" pogledov v zvezi z osvobodilno teologijo z njima sicer ni v vsem strinjal - vendar je bil po pričevanjih svojih duhovnikov in pastoralnih delavcev "kot koklja, ki zavaruje vse svoje piščance pod svojimi krili, ne glede na njihovo barvo" - ju je hotel zaščiti in ju sprejeti v svojo palačo, kjer ju hunta ne bi iskala; v več primerih mu je to tudi uspelo. Tokrat pa je prišel na prizorišče neopazno in s kolesom, vendar prepozno. V tem primeru pa so ga oni prehiteli, saj je moral ravnati zaradi lastne varnosti skrajno previdno. Tako so ju že 23. maja 1976 ugrabili - po policijskem poročilu se je to zgodilo 24. maja - in je strogi zapor trajal pol leta. Nato sta po izpustitvi na prostost bila izgnana iz Argentine; Jalič je odšel k rodni sestri v Cleveland v ZDA, Jorijo pa je le s težavo sčasoma uspel postati škofijski duhovnik in zgleden dušni pastir; oba sta bila na glasu kot "očeta revežev in potrebnih", medtem ko je Jalič iznašel novo metodo premišljevalnih duhovnih vaj.
Bergoglio 1976 torej po nekaterih virih ni le podpiral vojaške hunte, temveč je imel z njo tudi neposredno povezavo, kar je privedlo do prijetij, zapiranj, mučenj in izginotij katoliških duhovnikov in laikov – zagovornikov osvobodilne teologije. Medtem ko sta bila duhovnika Francisco Jalics in Orlando Yorio pet mesecev pozneje izpuščena, je šest drugih z njihovo župnijo povezanih sodelavcev kratkomalo "izginilo". V zvezi s temi dogodki je 2005 varuhinja človekovih pravic Myriam Bregman vložila kazensko ovadbo zoper kardinala Bergolja zaradi suma o povezanosti z ugrabitvijo jezuitskih duhovnikov; nekaj let pozneje pa so ga tudi preživeli obtožili sokrivde pri ugrabitvi duhovnikov ter šestih pogrešanih faranov, med katerimi so bili štirje veroučitelji. Po izpustitvi je tudi Yorio obtožil Bergoglia, da je njih osmero izročil odredom smrti; medtem ko Jalics obtožbe iz samote nemškega samostana ni želel komentirati. 
Po izgonu iz Argentine 1976 se je v poznejšem pogovoru z generalom Družbe Jezusove Jalič domnevno odločil uničiti vso dokumentacijo, ki se je nanašala na ovaduha, ki je izdal hunti njega in sojetnika Jorija - ki pa je do konca življenja glede tega vztrajno obtoževal Bergolja; Jalič pa dotičnega ni hotel nikoli in na noben način razkrinkati; v tem smislu lahko razumemo njegove različne izjave, ki se med seboj vedno ne ujemajo.
Pozneje sta Jorio in Duron dobila možnost, da se vrneta v red, vendar je nista izkoristila.Jorio je ostal duhovnik in do svoje smrti leta 2000 uspešno in blagodejno deloval v raznih južnoameriških krajih kot župnik zlasti med najrevnejšimi; podobno tudi Duron. Zadeva se je dolgo vlekla, na koncu pa je prišlo do sprave - vsaj z Jaličem, leta 2000. Po eni razlagi sta sobrata zamudila priložnost, ko ju je Bergoglio hotel skriti v eno od svojih ustanov, in sta kljub kočljivemu položaju ostala na svojem delovnem mestu; tako sta z lahkoto padla v roke mornarici, ki ju je ujela in zaprla, češ da je Franc sovjetski vohun, Orlando pa povezana z marksističnimi gverilci. Slišati je bilo, da so ju med zasliševanji tudi mučili. Po drugi razlagi pa takratni nadškof Bergoglio ni napravil vsega, da bi ju rešil, ker se verjetno ni hotel zameriti oblastem. Oče Jálics je pozneje pravil, da so ga najbrž napačno obvestili glede Bergoglijeve vloge, a ne glede na možno krivdo mu je vse iz srca odpustil - ne glede na take ali drugačne okoliščine pri njegovi ugrabitvi - srečen, da sta med takrat ugrabljenimi samo on in njegov sobrat ostala živa. Ko je papež Frančišek že po Jálicsevi smrti - saj je umrl od korone 13. februarja 2021 - obiskal Budimpešto za sklep 52. mednarodnega evharističnega shoda 12. septembra 2021, se je oglasil tudi pri tamkajšnji jezuitski skupnosti. V pogovoru z njimi je izrazil veliko spoštovanje do pokojnika in omenil, da so v času državnega udara bili v Argentini težki časi, ko pravzaprav nihče ni vedel točno, kaj bi bilo najbolje storiti; papež vsaj za javnost ni podrobneje opisoval svoje takratne vloge v omenjenem primeru.
Papež Frančišek je v letu svoje izvolitve - 5. oktobra 2013 - v Vatikanu sprejel Jaliča, čigar ugrabitev med argentinsko diktaturo je sprožila obtožbe o domnevni sokrivdi papeža, ki je bil takrat argentinski jezuitski provincijal. To obtožbo je sam duhovnik odločno zanikal, kakor tudi Nobelov nagrajenec za mir Adolfo Pérez Esquivel. Prav tako je bila 2013 objavljena knjiga "La lista de Bergoglio" ("Bergoljev seznam"), v kateri časnikar Nella Scava opisuje, kako je Bergoglio takrat dejansko zaščitil in pomagal pobegniti približno 100 ljudem, ki jih je preganjala vojaška hunta. Nekateri drugi prav tako trdijo, da nedavno odkriti dokumenti potrjujejo Bergoljevo nedolžnost, kar se tiče izročitve hunti; poleg tega pa govorijo njemu v prid tudi, kar se tiče reševanja iz ujetništva.

#### Primerjava med Čilom in Argentino
Za primero vsekakor lahko vzamemo Čile, kjer je skoraj v istem času vojaška hunta z državnim udarom prevzela oblast 1973 in vladala vse do 1990, a je kritika cerkvenega vodstva bila tako glasna, da so njenega voditelja imeli za "trn v peti". Treba poudariti, da je po desničarskem prevzemu oblasti v Čilu 11. septembra 1973 kardinal Čilskega Santiaga Raúl Silva Henríquez že od vseh začetkov odkrito obsodil delovanje vojaške hunte pod vodstvom generala Avgusta Pinocheta. V ostrem nasprotju z Argentino je bilo to stališče katoliške hierarhije v Čilu odločilno za prenehanje vala kratenje človekovih pravic levičarjem in drugim političnim nasprotnikom.
Tam je na primer nadškof in kardinal Raúl Silva svoje prijateljstvo z levičarskim predsednikom Allendejem, kakor tudi z desničarskim diktatorjem Pinochetom, izkoristil za uspešno zaščito preganjanih. S svojim odločnim nastopanjem je uspešno omilil obračunavanje z nasprotniki in drugače mislečimi. Kot izkušen diplomat in prepričan kristjan v svesti si zapletenega položaja in svojih omejenih možnosti, je rešil s svojim uravnoteženim nastopanjem in posredovanjem mnogo zlasti mladih ljudi mučenja in smrti. Za Veliko noč je aprila 1974 v imenu vseh škofov objavil poslanico, v kateri je obsodil politično preganjanje in pozval k narodni spravi., kakor tudi k obnovi demokracije, pomoči žrtvam političnega preganjanja pri iskanju zaposlitve in zagotavljanju pravne pomoči političnim zapornikom. Pinochetovo zatiranje Cerkve je primerjal s tistim, ki so ga zgodnji kristjani trpeli pod rimskimi cesarji.
Drugače misleči so bili ustrahovani, zaprti ali izgnani; zato je Cerkev pod njegovim vodstvom postala varuhinja človeškega dostojanstva in znamenje "učinkovitega odpora proti oblastem". Ko pa je vlada omogočila večjo svobodo in kardinalu dovolila obisk političnih zapornikov, je le-ta zbral pritožbe o vladnih kršitvah človekovih pravic in mučenjih;  iz tega je nastalo poročilo, v katerem je bilo naštetih več kot 3000 Čilcev, ki so bili v zaporu mučeni in ubiti ali so kako drugače izginili. Morda tudi zaradi molka cerkvenega vodstva je bilo takih žrtev v Argentini vsaj desetkrat več.
Če bi katoliška hierarhija v Argentini skupaj z Bergoljem zavzela podobno stališče kot kardinal Raúl Silva v Čilu, bi bilo rešenih na tisoče življenj. Papež Frančišek potemtakem naj ne bi bil človek ljudstva, ki je predan pomoči revnim po stopinjah svetega Frančiška Asiškega, kot se je predstavljal sam in so ga množično prikazovala (zahodna) občila, ampak ravno nasprotno: njegova prizadevanja pod vojaško hunto so celostno ciljala na „napredne člane katoliške duhovščine“, pa tudi na predane aktiviste za človekove pravice, ki so sodelovali v načrtih za boj proti revščini na krajevni ravni. S podporo argentinski "umazani vojni" je Bergoglio očitno kršil načela krščanske morale, ki postavlja vrednost človeškega življenja v središče. 

#### Časi do bili res hudi
Argentinski časnikar Nelson Castro je med drugim poročal tudi o svojem rojaku papežu Frančišku. Ta pogovor z njim je sicer potekal že leta 2019, vendar je papež odobril, da pride na svetlo šele po njegovi smrti. Med drugim osvetljuje kočljive razmere med vladanjem vojaške hunte v Argentini leta 1976.
| La historia del papa | Papeževa zgodovina |
| --- | --- |
| “Durante seis meses cuando era provincial, un momento muy difícil porque era el tiempo de la dictadura y todo el problema de rescatar gente, había cosas que no sabía manejar bien. Entonces fui a ver a una señora que era psiquiatra y me ayudaba con explicaciones, consejos". "Fueron seis meses en los que me ayudó muchísimo por los miedos que me venían. Llevar escondido en el auto a una persona, tapada con una frazada y pasar tres controles de Campo de Mayo, de Buenos Aires a San Miguel, la tensión era difícil”. | »Šest mesecev, ko sem bil provincijal, je bilo to zelo težko obdobje, saj je bila to diktatura; največjo problem je predstavljalo reševanje ljudi; to je pomenilo težave, s katerimi se nisem znal dobro spopasti. Zato sem šel k psihiatrinji, da bi mi pomagala z razlagami in nasveti.« »Šest mesecev mi je zelo pomagala pri strahovih, ki sem jih doživljal. Moral sem nekoga skriti v avtu, pokriti z odejo, in ga pod hudim stresom pretihotapiti skozi tri nadzorne točke od četrti "Campo de Maya" do četrti "San Miguel"« |

#### Moški ali ženska?
15. marca 2013 je Jalič ob izvolitvi svojega nekdanjega predstojnika, ki je kot papež prevzel njegovo ime Franc, podal javno izjavo, v kateri je opisal, kako sta se leta pozneje ponovno srečala in somaševala ter dala lep zgled odpuščanja in sprave vsem, ki se znajdejo krivično preganjani v podobnih okoliščinah:
| Nemški izvirnik | Angleški prevod | Slovenski prevod |
| --- | --- | --- |
| Ich bin mit den Geschehnissen versöhnt und betrachte sie meinerseits als abgeschlossen. Ich wünsche Papst Franziskus Gottes reichen Segen für sein Amt. Wie ich in meiner früheren Erklärung deutlich gemacht habe, sind wir wegen einer Katechetin verhaftet worden, die zuerst mit uns zusammenarbeitete und später in die Guerilla eintrat [aufgrund eines Übersetzungsfehlers wurde sie in der vorigen Erklärung als Mann bezeichnet]. | "I have been reconciled to the events and from my side consider them closed." "I hope God will bless Pope Francis abundantly in his duties" "As I made perfectly clear in my prior statement, we were arrested because of a female catechist, who had at first collaborated with us and then later joined the guerillas [whose identity, owing to a translation error, was characterized as male in the earlier statement]." | Z dogodki sem se spoprijaznil in jih smatram – kar se mene tiče – za končane. Papežu Frančišku želim obilen Božji blagoslov za njegovo delo. Kot sem že v prejšnji izjavi jasno povedal, so nas aretirali zaradi katehistinje, ki je sprva sodelovala z nami, kasneje pa se je pridružila gverilcem [zaradi napake v prevodu je bila v prejšnji izjavi označena kot moški]. |

Čeprav je v tej izjavi omenjena kot izdajalka neimenovana katehistinja, Jalič pravi, da se ne more opredeliti glede takratne Bergoljeve vloge pri njihovi ugrabitvi. Drugo podobno sporočilo za javnost je prav tako izdala nemška jezuitska provinca teden dni pozneje, torej 20. marca 2013. 
Ne glede na ti nenavadni in nasprotujoči si Jaličevi sporočili za javnost ob papeževi izvolitvi 2013 pa obstajajo neodvisna poročila in viri, ki nedvoumno navajajo, da je imel odločilno vlogo s cerkvene strani moški, ki ga prepoznavajo kot njegovega in drugih jezuitov takratnega argentinskega predstojnika; med drugimi sta se o zadevi na široko razpisala tudi časnikarja in zgodovinarja Henry Sire in Horacio Verbitsky.
Že v jubilejnem svetem letu je torej Jalics iz srca odpustil svojemu takratnemu nadrejenemu, kasnejšemu papežu Frančišku, ki menda v času ugrabitve ni storil vsega, da bi razjasnil in osvobodil Franca Jálicsa in njegovega tovariša. 2023 je papež ob obisku Budimpešte o tem podrobneje spregovoril s svojimi jezuitskimi sobrati na Madžarskem: »Rad bi dodal, da so bile razmere v Argentini, ko je vojska ujela Jálicsa in Yorija, zmedene; sploh ni bilo jasno, kaj storiti. Storil sem, kar sem čutil, da moram storiti, da bi ju zaščitil. Bila je zelo boleča zadeva.«
Ugledni teolog Boff je pozdravil izvolitev Frančiška za papeža ter se postavlja Bergogliu v bran rekoč: »Rešil in skril je veliko ljudi, ki jih je preganjala vojaška hunta.« Ta isti teolog, nekdanji brazilski frančiškan in morda najbolj znan zagovornik osvobodilne teologije kakor tudi dober poznavalec takratnih razmer, je v intervjuju za časopis Der Spiegel zavrnil tozadevne obtožbe o Bergogliovem morebitnem sodelovanju s takratno argentinsko diktaturo. To zanikajo tudi nekateri drugi udeleženci in javni delavci, kakor tudi sam papež Frančišek, čigar stališče pa je včasih malce sporno.

### Skrb za ogrožene, revne in preganjane
Jorge Mario Bergoglio je ob nastopu zagotovil, da bo sledil usmeritvi, ki jo je Katoliški Cerkvi začrtal Drugi vatikanski koncil; le-ta med drugimi poudarki namenja posebno skrb tudi obrobnim družbenim skupinam. To svojo usmeritev za migrante, preganjane in druge ogrožene skupine je poudaril tudi v pogovoru pred začetkom konklava; to je bila torej poteza in usmerjenost, s katero si je pridobil največ naklonjenosti ne le med ljudstvom na splošno, ampak tudi med duhovščino, škofi in kardinali. Ni pa ostajl le pri besedah, ampak je prakticiral v vsakdanjem življenju trajno skrb za vse potrebne in jo gojil že kot duhovnik, škof in kardinal. To dejstvo je verjetno v konklavu nagnilo tehtnico v prid njegovi izvolitvi za papeža. 
Kot škof Bergoglio ni skrival svoje naklonjenosti do sporne osvoboditvene teologije, ki podobno kot marksizem gleda na spremembo družbenega reda kot na nujno pot do pravičnejše družbe; v zvezi s tem je Bergoglio v duhu evangelija zavračal nasilje. Kazno pa je, da se cerkveni socialni nauk glede družbenih sistemov pravzaprav ne opredeljuje; začenši z Leonom XIII. pa vsekakor daje jasne smernice o pravični družbeni ureditvi: po eni strani obsoja izkoriščanje delavcev, po drugi strani pa razredni boj; obenem jasno nakazuje, da ima vsak človek pravico do zasebne lastnine in da revščina ni ideal krščanstva, ampak pridno delo, ki je ustrezno plačano - ki pa naj ga spremlja tudi dobrodelnost. To je pravzaprav povzetek okrožnice Rerum novarum papeža Leona XIII. 
Svojih pridig ni posvečal socialni pravičnosti, temveč je poudarjal pomen duhovnosti in verjel, da bo pravilno razumevanje Božjega nauka pripomoglo, da bodo ljudje bolje razumeli stisko revežev kot Jezusovih bratov in na ta način dejavno pomagali pri odpravljanju vzrokov revščine ter sodelovali pri dobrodelnosti.
Bergoglio je bil že kot škof znan po človekoljubnem delu in pomoči revnim. Ko je leta 2001 postal kardinal, je vernike pozval, naj ne zapravljajo denarja za drago letalsko vozovnico za romanje do Rima, ampak denar raje namenijo dobrodelnim ustanovam in pomoči revežem. Tudi med opravljanjem uglednih cerkvenih služb je živel v skromnem stanovanju in si sam kuhal.
Ko je postal pa papež, se ni preselil v Apostolsko palačo, ki je sicer namenjena papežu in najprimernejša za njegovo vsestransko delovanje. V duhu skromnosti je rajši ostal v neuglednejšem "Domu svete Marte"; po eni strani je bila to vsekakor prednost, da je bil v stalnem stiku s svojimi sodelavci; po drugi strani pa je bila morda celo ovira tako za njegovo nemoteno poslovanje, kakor tudi za njihovo samostojno delovanje. Sam Frančišek priznava, da se je na sobivanje bilo treba privajati in da ni potekalo samoumevno. V tem domu je živel po svoji odpovedi papeštvu vse do svoje smrti tudi zaslužni Benedikt XVI..
Ta "skromnost" pa niti ni bila poceni: zaradi stalnega preurejevanja neustreznih prostorov, kakor tudi zaradi podvojitve skoraj vseh uslužnih dejavnosti - tudi Švicarske garde - so namreč stroški vzdrževanja številnejšega osebja neprenehoma naraščali in dosegli v zadnjih mesecih neskromno vsoto 200.000 evrov mesečno. Zato je novi papež Leon vrnil predragi Dom sv. Marte njegovemu prvotnemu namenu - stanovanje za kardinale, - sam pa se bo preselil v "svojo" cenejšo palačo in tako občutno zmanjšal izdatke. Zaradi popravljalnih del in ureditve desetletje zapuščenih soban stanuje začasno v Palači sv. oficija, kjer je bilo njegovo prejšnje delovno mesto.

## Dela

### Knjige, izdane, preden je postal papež
- Premišljevanja za redovnike (Meditationes para religiosos), 1982
- Razmišljanja o apostolskem življenju (Reflexiones sobre la vida apostolica) 1986
- Premišljevanja o upanju (Reflexiones de esperanza) 1992
- Pogovori med Janezom Pavlom II. in Fidelom Castrom (Diálogos entre Juan Pablo II y Fidel Castro) 1998
- Izobraževanje: Potreba in strast (Educar: exigencia y pasión) 2003
- Postavljanje domovine na ramena (Ponerse la patria al hombro) 2004
- Narod, ki ga je treba zgraditi (La nación por construir) 2005
- Podkupovanje in greh (Corrupción y pecado) 2006
- Obtoževanje samega sebe (Sobre la acusación de sí mismo) 2006
- Resnična moč je služenje (El verdadero poder es el servicio) 2007
- Odprtega uma, verujočega srca (Mente abierta, corazón creyente) 2012[161]

### Knjige papeža Frančiška
- Za papeške okrožnice glej Seznam papeških okrožnic.

Do leta 2022, v osmih letih njegovega papeževanja, je izšlo čez 150 knjig o papežu Frančišku. Opisujejo njegovo življenjsko pot, delovanje in učenje. Poleg del, v katerih je kot avtor naveden papež sam, je še osem zvezkov pogovorov in 30 predgovorov. Najnovejša izdaja vatikanske založbe Libreria Editrice Vaticana je zbirka papeževih besedil o vseokužbi korone pod naslovom La forza della speranza (Moč upanja). Knjižico na 56 straneh je uredil in opremil s predgovorom predsednik Papeškega sveta za kulturo, kardinal Gianfranco Ravasi.
Sicer pa Frančiškova založniška dejavnost zajema veliko področij. Poleg okrožnic in drugih uradnih papeških pisem je napisal tudi članke o podkupovanju in varstvu okolja, migracijah in gospodarstvu; napisal pa je tudi knjige posebej za otroke ali starejše.
Papež Frančišek je poleg tega dajal številne intervjuje, do dva na mesec; nekaj daljših je izšlo v knjižni izdaji.

## Ocena

### Vobčilih
Film "Dva papeža"
Britansko-ameriško-italijansko-argentinski film iz leta 2019 Dva papeža - besedilo je napisal Anthony McCarten - a v režiji Fernanda Meirellesa. V filmu je prikazano srečanje med papežem Benediktom XVI. in njegovim naslednikom Frančiškom, ki ju muči enako vprašanje: oba želita dati odpoved: kardinal Bergoglio zaradi premajhne podpore žrtvam vojaške hunte v Umazani vojni, papež Benedikt pa zaradi zdravstvenih težav in starosti. Med drugim film prikazuje različne vidike življenja Jorgeja Bergolja, v katerem Jalicsa igra Lisandro Fiks. Jalics je obširno prikazan skozi ključne trenutke Bergoljevega duhovnega življenja: od trenutka, ko vstopi v semenišče, do kasnejšega prizora, kjer Bergoglio poskuša prepričati jezuite, med njimi tudi Jalicsa, da naj prenehajo delo z revnimi. Film namiguje, da je Bergoljo Jaliča vendarle spravil v težek položaj, čeprav ga ni neposredno naznanil; odtegnil je namreč podporo Cerkve Jaličevemu poslanstvu, kar je posredno privedlo do prijetja, zapora in mučenja jezuitskih duhovnikov Jaliča in Jorija. Proti koncu je prikazan prizor sprave med Bergoljem in Jaličem med somaševanjem v svetem letu 2000.
Knjiga "Papež Samodržec"
Marcantonio Colonna - ki je pravzaprav psevdonim za pisatelja in zgodovinarja Sireja - je o papežu Frančišku napisal sporno knjigo pod naslovom Papež Samodržec. Notranja zgodba Frančiškovega papeštva, in sicer leta 2017 v italijanščini, kmalu nato pa tudi v angleščini, nemščini, češčini in nekaterih drugih jezikih. Knjiga vsebuje kritični in osporavani življenjepis papeža Frančiška.
Knjiga "El Silencio"
2005 je argentinski novinar Horacio Verbitsky objavil v španščini  sporno knjigo " El Silencio", ki povzema njegovo raziskavo odnosov med argentinsko Cerkvijo in vojaško hunto, ki je vladala od 1976 do 1983. Knjiga je postala uspešnica in je zbudila različne odzive: od strinjanja do zavračanja ter je v tem pomenu sporna še danes. 
Ena ključnih osebnosti v knjigi je Jorge Mario Bergoglio, ki je bil 2013 izvoljen za papeža Frančiška in je bil takrat provincijal Družbe Jezusove. Verbitsky ga obtožuje sodelovanja z vojaško diktaturo in domnevne izdaje dveh svojih sobratov - Jaliča in Jorija, - ki sta delovala v najrevnejšem buenosaireškem barakarskem naselju, a ju je vojska med prvimi zajela, ugrabila in mučila skoraj skozi pol leta.

### Petrus Romanus
Malahijeva prerokba pravi o papežu Frančišku, da je Peter Rimski (latinsko Petrus Romanus; angleško Peter the Roman). Opisuje pa ga res z apokaliptičnimi potezami takole: (latinsko Petrus Romanus, qui pascet oves in multis tribulationibus: quibus transactis civitas septicollis diruetur, & Iudex tremendus iudicabit populum suum. Finis.; to bi v slovenščini pomenilo:) 
Peter Rimski, ki bo pasel svoje ovce v mnogih stiskah; ko pa se bodo te bridkosti končale, bo mesto na sedmerih gričih razdejano, in strašni sodnik bo sodil svoje ljudstvo. Konec.. 
Obstajata dve razlagi: po prvi bi se imenovanje Peter Rimski nanašalo na papeža Frančiška (2013–2025), ki je rojen v argentinskem Buenos Airesu kot Jorge Mario Bergoglio. Drugo poimenovanje bi bilo lahko tudi Peter Roman, ob upoštevanju, da je že obstajal papež Roman. V nekaterih poznejših natisih prerokb je beseda suum izpuščena; tako lahko prevajamo ljudstvo namesto svoje ljudstvo. Mesto na sedmih gričih je nedvomno Rim. Strašni sodnik je Kristus. Veliko razčlenjevalcev opaža, da se tukaj ponuja možna razlaga, da bodo še papeži med Gloria olivae (Benediktom XVI.) in Petrus Romanus. Poljudna razlaga pa pripisuje to mesto Benediktovemu nasledniku Frančišku. Nekateri namigujejo na njegovo povezanost s Frančiškom Asiškim, čigar oče se je imenoval Peter (Pietro Bernardone).
Če želimo zvesto razlagati Malahijeve prerokbe je torej očitno, da ne moremo preiti od Benedikta XVI. takoj na njegovega neposrednega naslednika Frančiška, ne da bi prej upoštevali še vmesni stavek, ki omogoča dvoumno razlago in sicer, da se bo pred Petrom Rimskim zvrstilo še nedoločeno število papežev. Na to namiguje vrstica:
V zadnjem preganjanju Svete Rimske Cerkve bo sedel…
V Lignum vitae, vrstica "In persecutione extrema S.R.E. sedebit" oblikuje poseben stavek in lasten paragraf. Zato nekateri to bereje kot prerokbo k "Peter Rimski", drugi pa to razlagajo kot ločen, nedokončan stavek, ki se izrecno nanaša na prihodnje papeže med Gloria olivae in Peter Rimski.
Razlagalci Malahijevih prerokb – do katerih se Cerkev vse do danes ni uradno opredelila in je torej zadevo prepustila v svobodno razpravo – se nagibajo k mnenju, da bi lahko bil zadnji ali (po nekaterih) predzadnji papež prav nedavno umrli papež Frančišek. Če bo imel naslednika, naj bi se le-ta imenoval vsekakor Peter Rimski, ki bo vodil Cerkev skozi zadnje stiske pred koncem sveta. V prid tej razlagi naj bi prispevala tudi zanimivost, da so v Baziliki svetega Pavla zunaj obzidja – prav tako, kot v svetišču Supergi nad Turinom - v obliki ovalnih mozaikov upodobljeni portreti vseh papežev; po Frančiškovi upodobitvi pa ostaja prosto le še eno mesto.
Druga zanimivost je še to, da kot možni nasledniki papeža Frančiška res obstajajo trije kardinali, ki nosijo ime Peter – in so tudi v resnici med pogosto omenjanimi papabilis: kardinal Erdő z Madžarskega, kardinal Parolin iz Italije in črnopolti kardinal Turkson iz afriške Gane.
Sedaj po izvolitvi lahko ugotavljamo, da so Malahijeva in tudi sodobne predvidevanja zgrešila in da je bil izvoljen za papeža Leona kardinal, ki nima Petrovega imena (Robert Frančišek) in ki je veljal v medijih le za obrobnega kandidata. Poleg tega smemo - vsaj za zdaj - ugotavljati, da "mesto na sedmerih gričih" še vedno stoji in da ni kakega večjega verskega preganjanja.

### Paskvin
Znameniti Paskvin - najbolj znani Rimski govoreči kip - je molčal vse od Druge svetovne vojne - ali točneje rečeno, ni podajal kakih pomembnejših ali duhovitejših ocen posameznih papežev, ki bi bile vredne splošnega zanimanja vse od časov Združevanja Italije, ko je Pij IX. prenehal biti zemeljski vladar nad Papeško državo in Rimom 1870. 

#### Vabilo na tekmo
Znano je, da je bil Frančišek strasten nogometni navijač.  Njegovo priljubljeno moštvo je bilo »San Lorenzo de Almagro«. Razen njih je v Vatikanu rad sprejemal druga znana moštva ter svetovnoznane in druge športne zvezde kot Maradona, Messija, Ronaldinha...
Zato ne čudi, da ga je sredi poletja prijazno povabil na tekmo med Argentino in Italijo tudi Paskvin:
Na začetku je namreč Bergoglio kot papež s svojimi posebnostmi očaral ljudi – celo sumničavega in nezaupljivege Paskvina. Ker on bojda vse ve, je zvedel tudi za njegovo navdušenje za nogomet. Zato ga je povabil na tekmo in mu rezerviral vstopnico: 
| Prenotazioni                                                                                                  | Rezervacije |
| --- | --- |
| Le teste di rapa – che scelta di vita – invitan il Papa ad una partita: avanti, c’è posto, siam a Ferragosto! | Repaste glave – kakšna življenjska izbira – povabijo papeža na eno tekmo: Naprej, prostora je zadosti, Saj smo v Velikem šmarnu! |

#### Močan - slaboten
Tako prijazen pa je Paskvin le izjemoma. Redno zbada in pika, kjer le more in kolikor more, saj se potuhne za svojo anonimnost. 
V delno opravičilo jezikavemu in pikremu poetično-satiričnemu nepodpisanemu pisanju na splošno in zoper Frančiška posebej je treba omeniti resnici na ljubo, da Paskvin te svoje „častne naloge“ ne opravlja šele od včeraj, ampak da je znan že vsaj pol tisočletja. Ni pretirano mnenje, da skozi zgodovino kar uživa v nizkih udarcih zoper posvetne in duhovne veličine ter upira prst v njihove napake, zlasti v papeške. Lahko bi seveda omenili tudi druge kritike kot na primer javne Pavlove očitke prvemu papežu apostolu Petru, potem Dantejeve zbadljivke zoper političnega nasprotnika Bonifacija VIII. Nasmejani Frančišek je pri ljudstvu nedvomno bil bolj priljubljen od njiju, kakor tudi od koncilskega Pavla VI. in svojega neposrednega predhodnika Benedikta XVI., ki ju pravzaprav niso napadali prikrito toliko Rimski govoreči kipi vključno s Paskvinom, kolikor povsem neprikrito in brez pesniških olepšav javno in nesramno ne le oporekovalske skupine svobodomiselnih katoliških kristjanov, temveč tudi smetana duhovnikov, škofov in kardinalov. Če so smeli to početi mnogi zoper enega Italijana oziroma Nemca, zakaj ne bi bilo dovoljeno posamezniku kaj podobnega zoper enega Argentinca? Taka enostranskost bi lahko mejila celo na rasizem, zlasti pri "zaslužnem papežu", ki so ga nasprotniki samo zaradi njegove nemške narodnosti že od samega začetka papeževanja surovo in brez dokazov povezovali z nacizmom, čeprav je bila resnica drugačna. Med šolanjem je sicer moral biti član Hitlerjugenda, vendar je bil tihi oporečnik in je kljub smrtni nevarnosti pobegnil s pomočjo predpostavljenega iz vojske.. Moral je res med Drugo svetovno vojno služiti v nemški vojski, vendar ni nikoli streljal; aprila 1945 je kot vojak pobegnil in so ga zajeli Amerikanci; na svobodo so ga spustili zavezniki že 19. junija istega leta, "ker niso na njem našli nobene krivde".
Kazno je, da je Paskvina prihod Frančiška - tega po marsičem izvirnega in nenavadnega papeža - zdramil in poživil, ter si ga je večkrat pošteno privoščil. Ena njegovih domislic pravi:
| Pasquino su papa Francesco                                | Paskvin o papežu Frančišku                                |
| --------------------------------------------------------- | --------------------------------------------------------- |
| Papa Francesco forte con i sottomessi, debole con i forti | Papež Frančišek je močan s podložnimi, slaboten z močnimi |

#### Osebne spremembe
Druga Paskvinova zbadljivka pa je določnejša in predrznejša ter se nanaša na številne korenite osebne spremembe, ter je povzročila pravi preplah v Vatikanu, tako da je morala rimska Snaga takoj posredovati in odstranjevati oziroma prelepljevati nevšečno pisanje.
Po mnenju Rimljanov namreč Paskvin ve tisto, kar je, pa tudi tisto, česar ni; je pa navadno izredno občutljiv na prekoračenje pooblastil, pa čeprav gre za najvišjo duhovno oblast; obenem pa brani osnovne človekove pravice in se ne strinja s tem, da jih je dovoljeno kratiti pod okriljem pokorščine, cerkvenih predpisov ali celo tolikokrat zgolj ubesedenega usmiljenja. Med drugim ima dobro razvejano vohunsko mrežo in je tako dobro obveščen o „čistkah“, ki so znane le ožjemu krogu prelatov. Morebiti je celo kateri od njih prispeval, da so lahko mimoidoči v soboto, 4. februarja 2017, – nekateri zamerljivo in jezno, drugi škodoželjno in vedro – brali ne le ob Paskvina, ampak tudi po ulicah vatikanskega okrožja prilepljene plakate, na katerih je bil videti sicer v javnosti vedno nasmejani papež Frančišek dokaj slabe volje; nič čudnega, saj je tokrat ta Rimski govoreči kip vzrojil nad nedavnimi številnimi osebnimi spremembami v cerkvenih vrhovih:
| Où est ta miséricorde ? | Dove sta la tua misericordia? | Kje je vendarle tvoje usmiljenje? |
| --- | --- | --- |
| «Eh France’ , tu as placé sous tutelle des congrégations, évincé des prêtres, décapité l’Ordre de Malte et les Franciscains de l’Immaculée ignoré des cardinaux… Mais où est ta miséricorde ? » | „A France’, hai commissariato Congregazioni, rimosso sacerdoti, decapitato l’Ordine di Malta e i Francescsani dell’Immacolata, ignorato Cardinali… ma n’do sta la tua misericordia?“ | „Ej France! Pod skrbništvo si kongregacije postavil, duhovnike odstavil, obglavil Malteški red in frančiškane Brezmadežne, preslišal kardinale ... Kje je vendarle tvoje usmiljenje?“ |

V tej sarkastični - vendar na dejstvih utemeljeni - zbadljivki se vrsti kar pet zaporednih očitkov, ki se vsi nanašajo na Frančiškove nedavne osebne spremembe, češ da so bili tovrstni rezi  hudo neusmiljeni – in torej v nasprotju z usmiljenjem, ki je v središču njegovega oznanjevanja. Omejimo se le na njegov najkorenitejši poseg v samo ustrojstvo tudi na Slovenskem poznanega Malteškega viteškega reda; le-ta je imel doslej – podobno kot vsi cerkveni redovi – tudi kardinala zavetnika ali patrona v osebi kardinala Burka. 
2. februarja 2017 mu je papež dodal še svojega izrednega odposlanca za maltežane v osebi nadškofa Becciuja.
Pri tej izbiri pa ni imel ravno srečne roke, saj je le-ta že oktobra 2020 moral zaradi vpletenosti v podkupovalni škandal odstopiti. in mu je Frančišek že 1. novembra 2020 določil naslednika v osebi nadškofa Tomasija.
Tudi na Slovenskem so morali odstopati drug za drugim kar trije nadškofje: Kramberger, Turnšek in Stres. Taki izsiljeni odstopi visokih cerkvenih osebnosti v dokaj meglenih okoliščinah odpirajo več vprašanj kot dajejo odgovorov - tako kot drugod, tako tudi v Cerkvi na Slovenskem. Drži sicer, da je njihov (prištejemo jim lahko še Urana) odstop "znak njihove ljubezni do Cerkve", in da je morda „svarilni zgled za druge“. "Čistke" so se začele sicer že pod predhodnikom Benediktom, dokončale pa vedarle pod Frančiškom - menda je vsemu botroval finančni polom Mariborske nadškofije. Po presoji nepristranskih opazovalcev pa pravi krivci niso bili kaznovani in je bila potemtakem odstavitev cerkvenih dostojanstvenikov bolj podobna iskanju grešnega kozla in naj bi bila zategadelj kazen prestroga. Čudi tudi, od kod neki je minister Erjavec - oziroma Cerkvi neprijazna vlada – vedela, da se v Vatikanu že dolgo šušlja o njihovem odstopu.

#### Rodna ideologija
Zaradi popustljivosti do zagovornikov nejasne rodne ideologije -, ki vključuje mešanje ali spreminjanja spola celo brez znanja staršev, kakor tudi življenje v nenaravnih skupnostih ter blagoslavljanja istospolnih porok - je bil Frančišek deležen marskikake kritike. Ni mu ostal dolžan niti dolgi Paskvinov jezik, od katerega so zapisane le nekatere milejše in spodobnejše kritike:
| Francescheide | Frančiškovke |
| --- | --- |
| Questi è Francesco, papa e Bergoglio, che dell’umiltà s’è fatto orgoglio. Anch’io, se sbaglio, mi correggerete. Ma io non sbaglio mai, voi lo saprete. La Chiesa è in divenire, è un gran processo: quello ch’era vietato ora è concesso. Per salvar la famiglia siano uniti mogli con mogli e mariti ai mariti. | Ta je Frančišek, papež in Bergoljo, ki ponižno vlada Cerkev s samovoljo. Če se kdaj zmotim, me lahko popravite; Ampak jaz ’mam vedno prav, to dobro vedite! Ker je pač Cerkev v postopku nastajanja: Dozdajšnje prepovedi spreminjam v dovoljenja. V sinodalni Cerkvi smejo biti ženske združene z ženami, moški pa z možemi. |

## Smrt
Potem, ko je na Velikonočno nedeljo, 20. aprila 2025, pogumno izrekel svoje zadnje besede: »Buona Pasqua« (»Veselo Veliko noč«), je papež Frančišek s svojega balkona blagoslovil tisočglavo množico. V njegovem imenu pa so prebrali njegovo zadnje sporočilo:
| Un poderoso mensaje | Pomembno sporočilo                                                                                      |
| --- | --- |
| “No puede haber paz sin libertad religiosa, libertad de pensamiento, libertad de expresión y respeto a las opiniones de los demás”. | »Ne more biti miru brez verske svobode, svobode misli, svobode izražanja in spoštovanja mnenja drugih.« |

Umrl je na velikonočni ponedeljek, 21. aprila 2025, v svojem domovanju Domus Sanctae Marthae (Dom svete Marte) v Vatikanu, potem ko se je dan prej, na velikonočno nedeljo, zadnjič pojavil v javnosti in pozdravil vernike na Trgu sv. Petra. Frančiškova pogrebna maša je bila na Belo soboto ob 10h, 26. aprila 2025. Njegova smrt je sledila pettedenskemu bivanju v bolnišnici mesec dni prej, kjer je preboleval okužbo dihalnih poti in dvojno pljučnico. Vzrok smrti je bil uradno objavljen kot možganska kap, ki ji je sledil nepovratni srčni zastoj.